# Inge Leipold
Inge Leipold (geboren 17. August 1946 in Traunstein; gestorben 18. August 2010 in München) war eine deutsche Übersetzerin.

## Leben
Inge Leipold besuchte die Schule in Traunstein. Sie studierte Germanistik und Soziologie an der Universität München und machte 1971 einen Magisterabschluss. 1975 wurde Leipold promoviert. Sie arbeitete vier Jahre für einen Forschungsauftrag im Rahmen des Inkunabelprojekts der Bayrischen Staatsbibliothek und danach als Lektorin in einem Verlag. Seit 1982 war sie freiberufliche Übersetzerin und Lektorin. 
1999 war sie Translator in Residence an der University of Wales in Swansea und 2005 Übersetzerin in Residence beim EÜK in Straelen. 
Leipold übersetzte Belletristik, Fach- und Drehbücher aus dem Englischen und Französischen ins Deutsche.

## Schriften
- Die Auftraggeber und Gönner Konrads von Würzburg : Versuch einer Theorie der Literatur als soziales Handeln. Göppingen : Kümmerle, 1976

Übersetzungen (Auswahl)
Christiaan Barnard, Elisabeth Badinter, Russell Banks, Gwendoline Butler, Francis Crick, Dorothy Dunnett, Richard P. Feynman, Murray Gell-Mann, Brendan Graham, Abdulrazak Gurnah, Asger Jorn, Claire Keegan, Gilles Kepel, Gemma O’Connor (Gesamtwerk), David Servan-Schreiber, Studs Terkel, Dirk Van der Cruysse, James D. Watson,  Edith Wharton, Franco Zeffirelli, Jean Ziegler. 
Drehbücher